# Canis aureus moreoticus
Lo sciacallo europeo (Canis aureus moreoticus) è una sottospecie dello sciacallo dorato presente in Anatolia, nel Caucaso e nell'Europa sudorientale. È stato descritto per la prima volta dal naturalista francese Isidoro Geoffroy Saint-Hilaire durante la spedizione in Morea.
Si stima che in Europa ce ne siano 70.000; un'altra fonte fornisce una stima di 97.000-117.000 individui. Sebbene si trovi principalmente nell'Europa sudorientale, il suo areale è cresciuto fino a comprendere parti del Baltico nell'Europa nord-orientale, Italia, con avvistamenti più recenti nell'Europa occidentale (La Francia, nella Germania, nella Polonia e in altri paesi dell'area). Una teoria, che è stata esposta per spiegare la rapida diffusione della specie a partire dagli anni '70 per colonizzare le aree europee in cui probabilmente non erano mai storicamente native, è che le popolazioni di lupo grigio sono meno abbondanti rispetto al passato.

## Descrizione fisica
La sottospecie europea, coerente con la regola di Bergmann, è il più grande degli sciacalli dorati, con animali di entrambi i sessi che misurano 120-125 cm in lunghezza totale e 10-13 kg in peso corporeo. Un maschio adulto nell'Italia nord-orientale ha raggiunto i 14,9 kg. La pelliccia è ruvida, generalmente colorata con toni nerastri sul dorso. Le cosce, la parte superiore delle zampe, le orecchie e la fronte sono di colore rossastro brillante castano. Gli sciacalli della Dalmazia settentrionale hanno crani più larghi della media, che si ritiene derivino dall'isolamento indotto dall'uomo da altre popolazioni, dando così luogo a una nuova morfologia.

## Dieta
Nel Caucaso, gli sciacalli cacciano principalmente lepri, piccoli roditori, fagiani, pernici, anatre, folaghe, galline d'acqua e passeriformi. Mangiano facilmente lucertole, serpenti, rane, pesci, molluschi e insetti. Durante il periodo invernale, uccidono molte nutre e uccelli acquatici. Gli sciacalli si nutrono di frutta, come pere, biancospino, corniolo e coni di nespole comuni. Gli sciacalli dorati tendono a non essere così dannosi per il bestiame come lo sono i lupi e le volpi rosse, anche se possono diventare un serio fastidio per i villaggi di piccole dimensioni quando sono in numero elevato. Il maggior numero di danni al bestiame si è verificato nel sud della Bulgaria: 1.053 attacchi contro piccoli animali, principalmente pecore e agnelli, sono stati registrati tra il 1982 e il 1987, insieme ad alcuni danni ai cervi appena nati negli allevamenti di selvaggina.
In Grecia, roditori, insetti, carogne e frutti costituiscono la dieta dello sciacallo, anche se raramente mangiano spazzatura, a causa del gran numero di cani randagi che impediscono loro l'accesso a luoghi ad alta densità umana. Gli sciacalli in Turchia sono noti per mangiare le uova della tartaruga marina verde in via di estinzione. In Ungheria, le loro prede più frequenti sono le arvicole. In Dalmazia, i mammiferi (per la maggior parte ungulati e lagomorfi) costituivano il 50,3% della dieta dello sciacallo dorato, i semi di frutta (per il 14% fico comune e vite comune, per il 4,6% Juniperus oxycedrus) e gli ortaggi il 34,1%, gli insetti (16% ortotteri, 12% coleotteri e 3% ditteri) 29,5%, uccelli e le loro uova 24,8%, cibo artificiale 24%, e rami, foglie ed erba 24%. Le informazioni sulla dieta degli sciacalli nell'Italia nordorientale sono scarse, ma è certa la predazione verso piccoli caprioli e lepri.

## Distribuzione
L'attuale areale europeo dello sciacallo comprende principalmente la regione dei Balcani, dove la popolazione era stata ridotta in molte aree negli anni 1960, con popolazioni di base che si verificano in regioni sparse come Strandja, la costa dalmata, la Macedonia egea e il Peloponneso. Ha ricolonizzato i suoi ex territori in Bulgaria nel 1962, a seguito della protezione legislativa, e successivamente ha ampliato il suo areale in Romania e Serbia. Gli sciacalli individuali si espansero ulteriormente in Italia, Slovenia, Austria, Ungheria e Slovacchia durante gli anni ottanta. Lo sciacallo dorato figura nell'elenco delle specie di cui all'allegato V della direttiva UE sugli habitat e, in quanto tale, può essere cacciato o ucciso in Estonia, Grecia e in tutti gli altri Stati membri dell'UE, qualora tali Stati lo consentano in base alle proprie leggi, Ma la popolazione deve essere monitorata e sottoposta alla Commissione europea ogni sei anni.

### Balcani e più a est
La Bulgaria ha la più grande popolazione di sciacalli in Europa, che ha attraversato un aumento di 33 volte nella gamma dai primi anni sessanta a metà degli anni ottanta. Tra i fattori che favoriscono questo aumento si annoverano la sostituzione delle foreste naturali con una fitta macchia, l'aumento delle carcasse di animali provenienti da allevamenti statali, la riduzione della popolazione di lupi e l'abbandono delle campagne di avvelenamento. All'inizio degli anni novanta, si stima che fino a 5000 sciacalli popolassero la Bulgaria. La popolazione è aumentata nel 1994 e sembra essersi stabilizzata. 
In Grecia, a partire dal 2013 gli sciacalli dorati sono i più rari dei tre canidi selvatici esistenti lì, essendo scomparsi dalla Grecia centrale, dalla Grecia occidentale e da Corfù, ora sono limitati a popolazioni isolate nel Peloponneso, Focide, Isola di Samo, Calcidica e Grecia nord-orientale. Attualmente il più grande cluster di popolazione si trova a Nestos, nel nord-est della Grecia. Anche se elencata come 'vulnerabile' nel Red Data Book per i vertebrati greci, la specie non è stata ufficialmente dichiarata come specie cacciata né come specie protetta.
In Turchia, in Romania, nella costa settentrionale del Mar Nero e regione del Caucaso, lo status degli sciacalli era in gran parte sconosciuto nel 2004. Ci sono state indicazioni di popolazioni in espansione in Romania e nella costa nord-occidentale del Mar Nero, e rapporti di declino in Turchia. 
La popolazione di sciacalli è in aumento in Serbia dalla fine degli anni '70, soprattutto nella Serbia nord-orientale e nel basso Srem. Gli sciacalli sono particolarmente comuni nei pressi di Negotin e Bela Palanka (vicino al confine con la Bulgaria), dove nel corso degli anni 1990, circa 500 esemplari sono stati abbattuti. In Croazia, un'indagine del 2007 ha rilevato 19 branchi di sciacallo nella parte nord-occidentale di Ravni Kotari e due sull'isola di Vir. In Bosnia-Erzegovina, gli sciacalli erano una specie rara (dal 1920 al 1999 solo poche osservazioni nel sud del paese) ma all'inizio di questo secolo la loro significativa presenza nel nord del paese è un ovvio esempio di espansione degli sciacalli sul continente europeo. Le popolazioni di sciacalli in Albania, tuttavia, sono sull'orlo dell'estinzione, con un possibile verificarsi solo in tre zone umide di pianura lungo il Mare Adriatico.

### Europa centrale e occidentale
Gli sciacalli dorati sono elencati come specie protetta in Slovenia, dove sono stati avvistati per la prima volta nel 1952 e hanno anche stabilito territori permanenti. Nel 2005, una femmina, probabilmente vagabonda è stata colpita accidentalmente vicino a Gornji Grad nell'Alta Valle della Savinja, nella Slovenia settentrionale.  Nel 2009 sono stati registrati due gruppi territoriali di sciacallo dorato nella zona della palude di Lubiana, nella Slovenia centrale. Sembra che la specie continui ad espandersi verso l'Europa centrale.
In Italia, la specie è presente allo stato selvatico in Friuli Venezia Giulia, Veneto e Trentino-Alto Adige/Südtirol. Nell'entroterra dell'Alto Adriatico, la sua distribuzione è stata recentemente aggiornata da Lapini et al. (2009). Nel 1984 uno sciacallo aveva raggiunto la Provincia di Belluno; nel 1985, è staro avvistato un branco riprodotto nei pressi di Udine (questo gruppo è stato eliminato nel 1987); uno sciacallo ucciso su strada è stato raccolto in Veneto nel 1992, e la loro presenza è stata poi confermata in Provincia di Gorizia, e nell'entroterra del Golfo di Trieste. In questi casi, gli esemplari erano di solito subadulti maschi in roaming, anche se un gruppo familiare è stato scoperto in Agordino nel 1994. Una giovane femmina morta è stata scoperta il 10 dicembre 2009 in Carnia, indicando che l'areale della specie ha continuato ad espandersi. Inoltre, a fine estate 2009, la specie è stata segnalata anche in Trentino-Alto Adige/Südtirol, dove probabilmente ha raggiunto la Val Pusteria. La sezione italiana del WWF stima che il numero di sciacalli in Italia possa essere sottostimato. Nel novembre 2020 un esemplare femmina è stato rinvenuto morto a Castelnuovo del Garda. Un altro esemplare maschio è stato rinvenuto morto nel giugno 2023 a Torri del Benaco. Lo sciacallo dorato è un animale protetto in Italia.
Ci sono state registrazioni di presenza di sciacalli dorati intorno a Ginevra in Svizzera dal 2011. Nel 2019 le autorità della Repubblica e del Cantone di Ginevra hanno rivelato il primo video di uno in Svizzera.
In Ungheria, gli sciacalli dorati erano scomparsi negli anni '50 a causa della caccia e della distruzione dell'habitat, per poi tornare alla fine degli anni '70, con la scoperta delle prime coppie riproduttive vicino al confine meridionale in Transdanubio, poi tra il fiume Danubio e Tisza. [28] Da allora gli sciacalli dorati sono aumentati notevolmente di anno in anno, con alcune stime che indicano come ora sono più numerosi delle volpi rosse. L'avvistamento di uno sciacallo vicino al confine austriaco nell'estate del 2007 ha indicato la sua diffusione in tutto il paese.
Ci sono stati ripetuti avvistamenti di sciacalli nell'Austria orientale per alcuni decenni. Nel 2007 la prima riproduzione è stata segnalata nel parco nazionale Neusiedler See - Seewinkel. Da allora è stato visto nella parte occidentale e meridionale del paese, in Alto Adige, Alta Austria, Carinzia e Stiria. Nel 2019 è stato avvistato per la prima volta un esemplare nel Tirolo orientale.
La presenza degli animali in Germania è stata confermata fin dalla fine degli anni '90. Al 2019 sono stati avvistati quasi in tutto il paese. Non si pensa che siano stati storicamente presenti in Germania prima della data sovracitata, e precedentemente venivano osservati principalmente nei parchi naturali. Nonostante la lunga presenza nel paese, gli sciacalli non sono noti per aver formato territori in Germania. I branchi più vicini conosciuti si trovano nella Repubblica Ceca e in Austria, ed è possibile che animali singoli stiano vagando per centinaia di chilometri.
In Danimarca la carcassa di uno sciacallo dorato ucciso è stata scoperta nel settembre 2015 vicino a Karup nello Jutland centrale. Nell'agosto 2016 è stato avvistato e fotografato uno sciacallo dorato vivo a Lille Vildmose.
Nei Paesi Bassi, la presenza di un singolo individuo è stata confermata attraverso una telecamera trappola al Veluwe nel 2016. Le prove della presenza della specie in quest'area provengono ancora da una telecamera nel 2017. Un'osservazione nel 2018 si rivelò essere una trovata di marketing.  La prossima osservazione è del 2019 da una trappola per telecamere in Drenthe. Si pensa che lo sciacallo in questo paese sia un neofita: non si sa se abbia mai abitato la zona. Una tesi di master ha calcolato una possibile capacità massima di trasporto di 5.000 animali nei Paesi Bassi. La presenza dell'animale si è dimostrata molto meno sensazionale del ritorno del lupo.  Uno sciacallo dorato è stato fotografato alla fine del 2017 in Alta Savoia, nel sud-est della Francia.
Un adulto morto è stato trovato vicino alla strada vicino a Podolí (distretto di Uherské Hradiště) nella Repubblica Ceca, il 19 marzo 2006. 
La presenza della specie in Polonia è stata confermata nel 2015 attraverso un'autopsia su un maschio ucciso su strada trovato nel nord-ovest e la cattura fotografica di due esemplari vivi nell'est.

### Europa settentrionale
All'inizio del XXI secolo, una popolazione isolata è stata confermata in Estonia occidentale, molto più a nord del loro primo areale conosciuto. Non si sapeva se fossero una popolazione introdotta o se provenissero da una migrazione naturale. Il Consiglio per l'ambiente dell'Estonia l'ha classificata come specie introdotta e quindi potenzialmente soggetta a campagne di sterminio. Tuttavia, alcuni studi hanno confermato che gli animali hanno raggiunto l'Estonia naturalmente dal Caucaso attraverso l'Ucraina, il che significa che non dovrebbero essere considerati specie introdotte. Ora in Estonia sono trattati allo stesso modo degli altri animali cacciati. Il numero di sciacalli è cresciuto rapidamente nelle zone costiere dell'Estonia. Nel 2016 gli sciacalli hanno ucciso oltre 100 pecore in Estonia e durante la stagione di caccia nell'inverno 2016/2017 sono stati uccisi 32 sciacalli.
Nel luglio 2020 una trappola fotografica ha confermato la presenza di uno sciacallo dorato da Lakselv a Finnmark, in Norvegia, che rappresenta il caso più settentrionale di sciacalli d'oro fino ad oggi. Si pensa che l'esemplare sia migrato dalla Finlandia.